# Orlando Aldama
 Orlando Aldama  (Durazno, 25 de febrero de 1904 - 24 de enero de 1987) fue un escritor, comediógrafo, periodista y poeta uruguayo.

## Carrera profesional
Se inició como autor y director teatral con sátiras poblanas que puso en escena en La Casa del Pueblo, que con algunos amigos fundara en Santa Bernardina. Algunas de las piezas de esa época se llamaron Mientras en Flanes se puso…en Durazno salió el sol, Durazno en cinta…de hilera, Vi… la cosa más curiosa en el alambre enredao , Jalea de Durazno en lata, El carozo del Durazno, entre otras.
Aldama también escribió obras serias que lograron gran apoyo del público capitalino, algunas bajo su nombre como Los Amores de Rivera y La señorita de los pájaros y otras bajo el seudónimo de Pedro Malasartes, como Ochenta pesos mensuales, Rincón del Bonete, El General resucitó al anochecer, Conseguí un empleo público, Un día en el remolino, Que pase lo que Dios quiera, Servicio Militar, Está en peligro la estancia, Los ángeles no tienen miedo y El cielo se vende a plazos, entre otras.
Junto con Ángel Curotto, como autores, directores y empresarios, produjeron sátiras políticas de actualidad como ¿Cuántos somos, como somos y cuánto dura?, Sigue riendo Juan del pago, Frentes altas, manos limpias y…mantel corto, Agárrate del pincel que te saco la escalera y el sainete El tango hay que saberlo bailar. El espaldarazo para Aldama vino de la mano de Luis Sandrini en Buenos Aires cuando con su compañía mantuvo ocho años consecutivos en cartel su obra Cuando los duendes cazan perdices; a ello se agregó el éxito de su versión fílmica así como de las películas que también protagonizara Sandrini Juan Globo  y El diablo andaba en los choclos, sobre el guion y la obra de Aldama, respectivamente.
Utilizó el seudónimo "Pedro Malasartes" para firmar obras teatrales críticas de la política uruguaya de su época y en algunos casos se hizo más famoso este seudónimo que su propio nombre.
Orlando Aldama falleció el 24 de enero de 1987 a los 82 años.

## Filmografía
Guionista
- Juan Globo (1949)

Autor
- Cuando los duendes cazan perdices (1955).
- El diablo andaba en los choclos (1946).